# Роман Романенко
Роман Јурјевич Романенко (рус. Роман Юрьевич Романенко; Шчолково, 9. август 1971) је мајор руског војног ваздухопловства и руски космонаут. За сада је летео само једном у свемир, летелицом Сојуз ТМА-15 као члан посаде током Експедиција 20/21 на МСС.